# Al Shabab Football Club
O Al-Shabab Football Club (árabe: الشباب) é um clube de futebol de Riade, na Arábia Saudita. Atualmente compete na Saudi Pro League.

## História
Fundado em 1947, o Al Shabab foi o primeiro clube a conquistar o Campeonato Saudita de Futebol por três vezes consecutivas: em (1991, 1992 e 1993).[carece de fontes?]

## Títulos

### Internacionais
- Recopa Asiática: 2001.
- Liga dos Campeões Árabes:  1992, 1999
- Supercopa Árabe: 1996, 2001
- Copa do Golfo: 1993, 1994

### Nacionais
- Campeonato Saudita: 6 vezes (1991, 1992, 1993, 2004, 2006 e 2012)
- Copa dos Campeões Sauditas: 2 vezes (2008 e 2009)
- Copa da Coroa do Príncipe Saudita: 3 vezes (1993, 1996 e 1999)
- Copa da Federação Saudita de Futebol: 5 vezes (1988, 1989, 2009, 2010, 2011)
- Copa do Rei Saud: 1 vez (1960)
- Campeonato Saudita - 2ª Divisão (Promoção): 1 vez (1979)